# 伊予中山站
伊予中山站（日语：／ Iyo-nakayama eki */?）是位在日本愛媛縣伊予市、隸屬於四國旅客鐵道（JR四國）的鐵路車站。車站編號為U08。現時主要停靠普通列車，另外於晨早、黃昏及晚上時段亦有部份特急列車加停。過去是未合併至西予市前的中山町中心車站。因日本國鐵時代於橫濱線和藝備線均設有中山，因此開設本站時，站名加上「伊予」以作識別。
車站位處於兩條隧道中間，由伊予大平下行至本站時，會穿越四國島內最長的鐵路隧道——犬寄隧道，全長6,012米，而向伊予立川方向則會通過中山隧道。

## 車站結構
設有單層鋼筋混凝土站舍一座，大部份車站設施均設於右側，包括有設有藝術擺設的候車大堂、已停用並且被圍板封閉原來窗口的票務處及自動售賣機。由於站舍旁邊設有售賣當地物產的商店，在無人化後JR四國把車票發售事宜委託該店代為發售。
設有側式月台2個，提供2面2線的配置。月台有效長度為6輛，但往伊予立川方向則預留有2輛長度的備用空間。另一方面，由於「潮風、石鎚」10號會停靠本站，而其編成又長於有效長度，因此靠站時，會採用安全裝置，只有首6節車廂的車門才會打開，而最後1或2節車廂的車門則會鎖上。
其中1號月台為避線路軌，所有上行停靠列車及部份下行列車皆會使用此月台；2號月台為主路軌，除供上，下行不停站通過的特急列車使用，亦有部份特急及普通列車使用。月台之間以行人天橋連接，設於月台末端向伊予大平方向，而在2號月台上則另設有一座稍大型的開放式候車室。
另外，上行方向當離開車站月台後，會有側軌駁向犬寄隧道口旁的保線用側線及車庫。

### 月台配置
| 月台 | 路線    | 方向 | 目的地                     |
| ---- | ------- | ---- | -------------------------- |
| 1、2 | ■予讚線 | 上行 | 伊予市、松山、今治方向     |
| 1、2 | ■予讚線 | 下行 | 內子、伊予大洲、宇和島方向 |

## 歷史
- 1986年3月3日：車站啟用。[3]
- 1987年4月1日：日本國鐵分割民營化，車站的營運由JR四國繼承。

## 利用狀況
以下資料出自伊予市統計書。該統計書每隔五年出版一次。
| 上下車人數推算 | 上下車人數推算 | 上下車人數推算 |
| 年度           | 1日平均人數    | 出處           |
| -------------- | -------------- | -------------- |
| 2005           | 257            | [ 統計 1 ]     |
| 2006           | 248            | [ 統計 1 ]     |
| 2007           | 469            | [ 統計 2 ]     |
| 2008           | 462            | [ 統計 2 ]     |
| 2009           | 430            | [ 統計 2 ]     |
| 2010           | 410            | [ 統計 2 ]     |
| 2011           | 365            | [ 統計 2 ]     |
| 2012           | 334            | [ 統計 3 ]     |
| 2013           | 310            | [ 統計 3 ]     |
| 2014           | 268            | [ 統計 3 ]     |
| 2015           | 238            | [ 統計 3 ]     |
| 2016           | 220            | [ 統計 3 ]     |
| 2017           | 216            | [ 統計 4 ]     |
| 2018           | 208            | [ 統計 4 ]     |
| 2019           | 162            | [ 統計 4 ]     |
| 2020           | 138            | [ 統計 4 ]     |
| 2021           | 124            | [ 統計 4 ]     |

## 相鄰車站
四國旅客鐵道（JR四國）
■予讚線
■特急「宇和海」（大部份）
通過
■特急「宇和海」（大部份）
伊予市（U05） - 伊予中山（U08） - 內子（U10）
■普通
伊予大平（U07）－伊予中山（U08）－伊予立川（U09）

### 統計資料
1. ↑  以上資料只計算乘車人數。
2. ↑  10. 運輸・通信 —　いよしの統計（平成24年度版）
3. ↑  10. 運輸・通信 —　いよしの統計（平成29年度版）
4. ↑  10. 運輸・通信 —　いよしの統計（令和4年度版）

## 外部連結=
- JR四國伊予中山站